# ホセ・アルメンテロス
ホセ・アレクシス・アルメンテロス・スアレス（José Alexis Armenteros Suárez 、1992年12月13日 - ）は、キューバのシエンフエーゴス出身の柔道選手。階級は100kg級。身長189cm。

## 人物
2011年の世界ジュニア100kg級で優勝を飾り、2014年のパンナム選手権では2位となった。世界選手権では伏兵ながら決勝まで進むも、チェコのルカシュ・クルパレクの縦四方固で敗れた。2015年にはパンナム選手権で優勝したが、パンアメリカン競技大会では3位だった。2016年のリオデジャネイロオリンピックでは3回戦でエジプトのラマダン・ダルヴィッシュと対戦し敗れた。2017年にはパンナム選手権で3連覇を果たした。

## 主な戦績
- 2011年 - 世界ジュニア　優勝
- 2013年 - パンナム選手権　2位
- 2014年 - 世界選手権　2位
- 2015年 - パンナム選手権　優勝
- 2015年 - ヨーロッパオープン・ミンスク　優勝
- 2015年 - パンアメリカン競技大会　3位
- 2015年 -　グランプリ・チェジュ　2位
- 2016年 - グランプリ・デュッセルドルフ　2位
- 2016年 - パンナム選手権　優勝
- 2017年 - パンナム選手権　優勝
- 2018年 -　パンナム選手権　3位

(出典、JudoInside.com)。